# Margaret Seddon
Margaret Rhea Seddon (8 novembre 1947) è un'ex astronauta e medico statunitense. Ha partecipato alle missioni spaziali Shuttle STS-51-D, STS-40 e STS-58 come specialista di missione.